# Monte Cuculo
El Pico Cuculo o Monte Cuculo, cuenta con una elevación de 1.549 metros, es el pico más alto de la Sierra de San Juan de la Peña, una de las sierras más al norte del pre-pirineo de la Comarca de la Jacetania, siendo un estupendo mirador hacia el Pirineo Occidental.

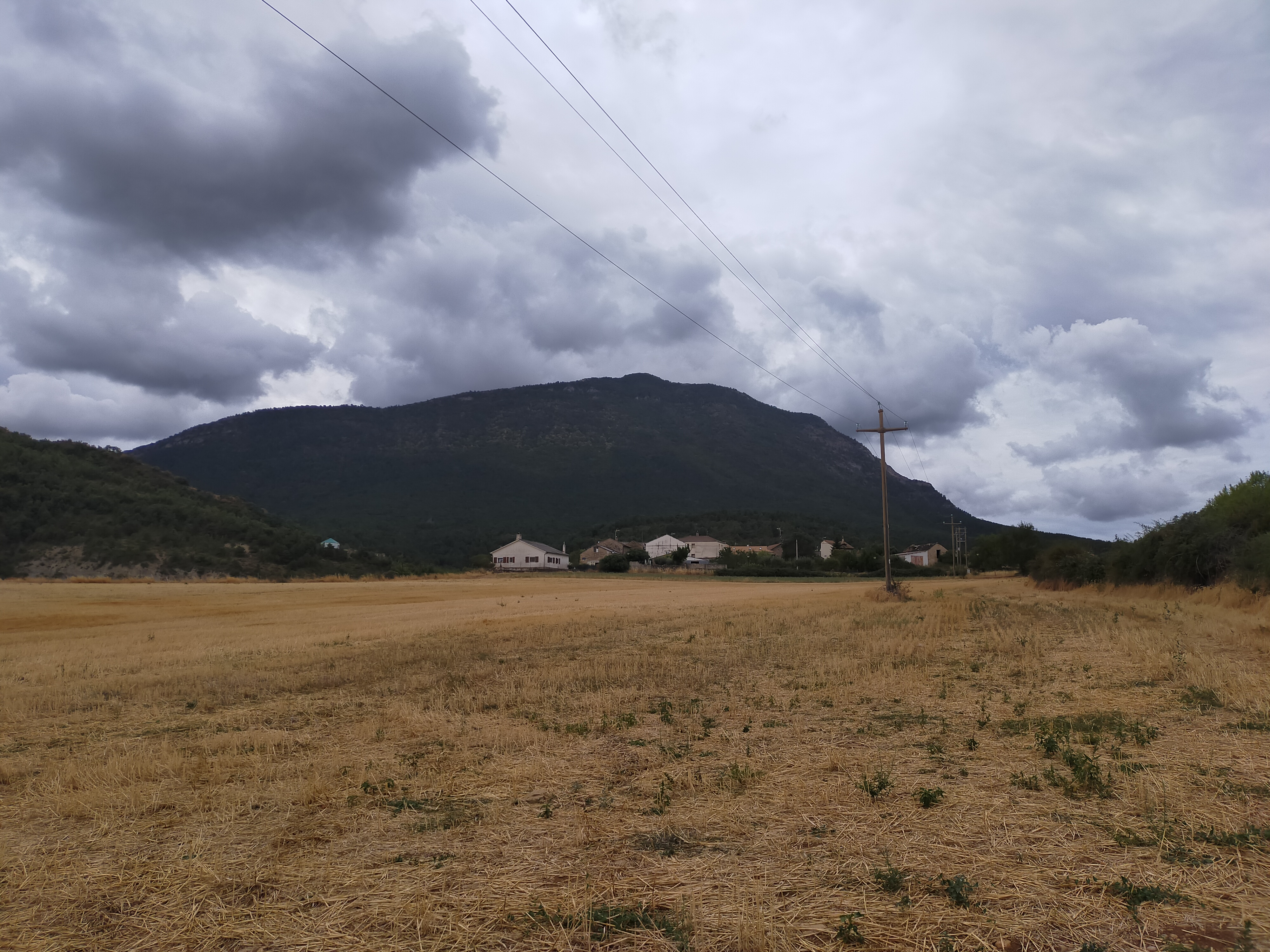

## Fauna y Flora
Es una zona muy importante a nivel botánico y ornitológico, se distinguen especies típicas del bosque atlántico, como hayas, acebos, abetos..., combinadas con el bosque mediterráneo.
En lo referido a la fauna habitan varias especies de reptiles y anfibios, como la culebra viperina o el tritón pirenaico, especie endémica muy buscada por los fotógrafos. También se encuentran aves, como el pito negro, el piquituerto o el carbonero palustr y en las laderas se encuentran arrendajos, autillos, cucos.
- Datos: Q30835028